# Индуистское искусство
В индийском обществе многие аспекты жизни испытывали и испытывают на себе влияния индуистского искусства, в котором традиционно принято выделять 64 формы — начиная с музыки и заканчивая ювелирным мастерством. Так как индийская культура неразрывно связана с индуизмом, его религиозные символы и мотивы являются неотъемлемой частью различных видов индийского искусства: скульптуры, живописи, музыки и танца.